# Jiří Bouda

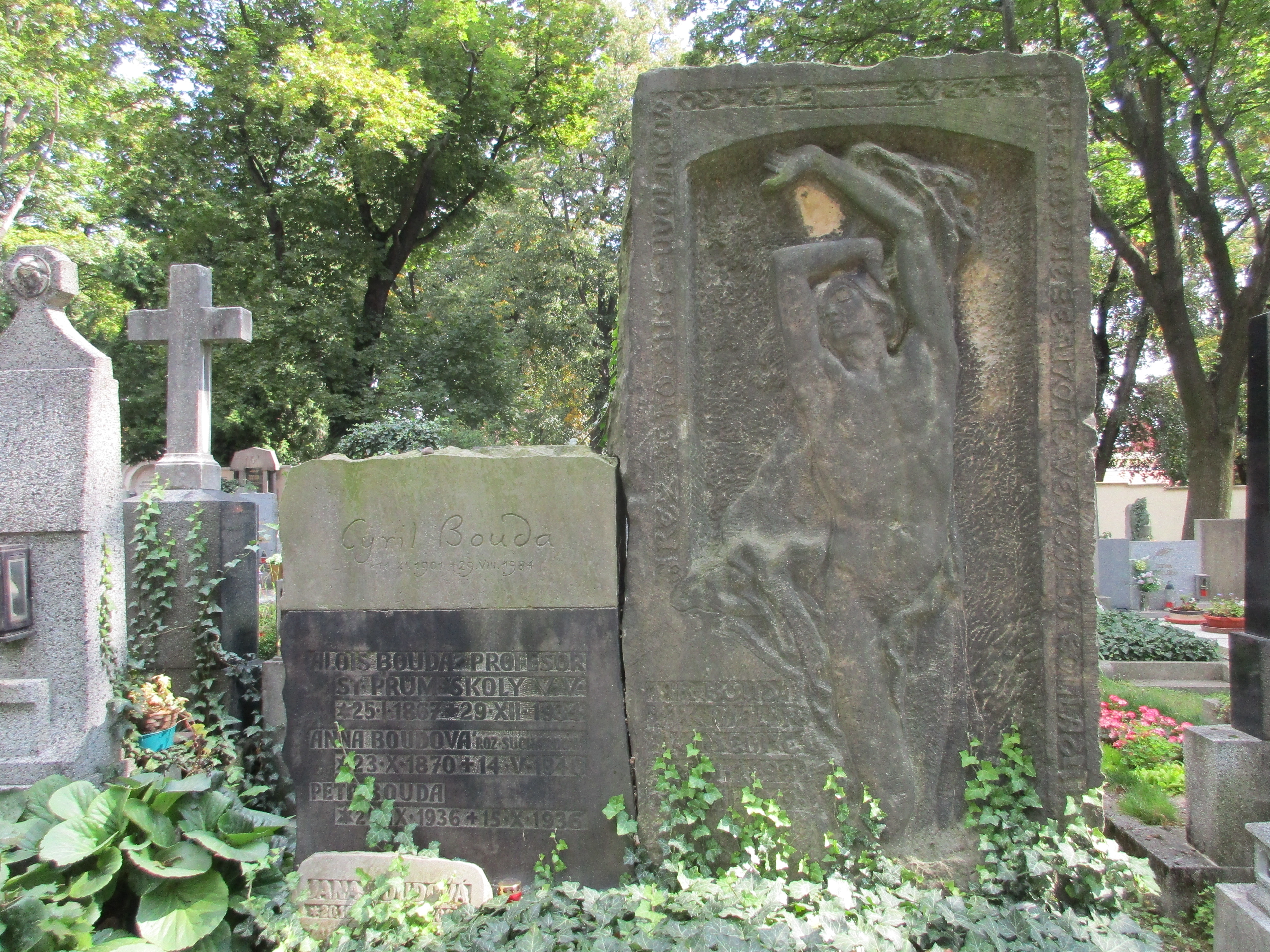
Rodinný hrob Boudových v Bubenči

Jiří Bouda (5. května 1934, Praha – 23. srpna 2015, Praha) byl český grafik, malíř a ilustrátor, syn akademického malíře Cyrila Boudy.

## Život
Narodil se do umělecké rodiny malíře a ilustrátora Cyrila Boudy a již od mládí projevoval talent ke kreslení. Vystudoval Státní grafickou školu a po jejím ukončení byl přijat na Vysokou školu uměleckoprůmyslovou, do ateliéru prof. Karla Svolinského. Již tehdy se začalo projevovat jeho zaujetí pro technická témata, což prokázala i závěrečná práce při ukončení studia v roce 1959, kterou byl kalendář s pražskými motivy, kde však převládalo téma dopravy. Po ukončení školy, pro svoji zálibu v dopravě, zejména železniční, nastoupil na místo signalisty na stavědle nádraží v Praze – Bubenči. Po odchodu na vojnu byl přijat do Armádního výtvarného studia a díky tomu se mohl dále věnovat výtvarné práci.
Po návratu z vojny mu byla nabídnuta práce na restaurování velmi poničeného papírového Langweilova modelu Prahy v městském muzeu (Muzeum hlavního města Prahy). Této náročné práce se zhostil spolu se svou ženou Janou, též výtvarnicí, se kterou společně studovali a v roce 1962 se vzali; o tři roky později se jim narodil syn Martin.
Práce na záchraně modelu trvaly šest let. Přitom jim velmi pomohlo důkladné studium díla českého malíře a kreslíře Vincence Morstadta, zejména jeho vedut. S jejich pomocí se podařilo při rekonstrukci zachovat původní podobu zničených částí modelu.
Od roku 1968 se stal předsedou skupiny pro studium a dokumentaci železniční historie. Významným způsobem se podílel na spolupráci s technickými muzei v Praze, Brně i dalších městech při přípravě rozsáhlých výstav o dopravě např. 100 let veřejné dopravy v Praze (Praha, 1975), 100 let hromadné dopravy v českých zemích (Brno), Jak se kdysi cestovalo (Praha) a dalších.
Jiří Bouda byl dlouholetým členem SČUG Hollar a patřil k předním českých grafikům. Žil a tvořil v Praze.

## Dílo
Technika a hromadná doprava, zejména železniční, se staly hlavním námětem jeho obrazů, ilustrací, grafik a exlibris. Svým cyklem šesti panoramatických pohledů na dnes již zaniklé nádraží Praha-Těšnov zdokumentoval podobu této novorenesanční stavby pro příští generace. Na svých obrazech a kresbách zachytil také mnoho vedut českých i moravských měst. Další uměleckou oblastí jeho díla je tvorba poštovních známek a barevných litografií z cest po českých zemích i v zahraniční (Francie, Itálie a další). Připravil také řadu katalogů svých početných výstav. V závěru svého života ilustroval úspěšnou trilogii železničních pohádek spisovatele Roberta Drozdy, v níž coby hlavní postava vystupuje přednosta Drahorád (Pohádky pana přednosty, Praha 2012; Pohádky přednosty Drahoráda, Praha 2013 a Pohádkové prázdniny u přednosty Drahoráda, Praha 2015) a která se posléze dočkala i své audiopodoby namluvené předním českým hercem Josefem Somrem.

### Publikace
výběr
- 1964 – Miloslav Hlavatý, Jiří Bouda: Svět na kolejích, SNDK, Praha
- 1996 – Jak se měří počasí, SNDK, Praha
- 2004 – Antonín Dvořák a lokomotivy, Bonaventura, Praha (bibliofilie), ISBN 80-85197-40-5
- 2004 – Jiří Bouda: Železnice, Růžolící chrochtík, Praha, ISBN 80-903346-1-X
- 2014 – Jiří Bouda: Poutnický deník, Cykloknihy, ISBN 978-80-87193-29-7
- 2016 – Jiří Bouda: Život a dílo, Nadatur, Praha, 2016, ISBN 978-80-7270-053-0

## Výstavy (výběr)

### v zahraniční

#### samostatné
- 1978 – San Vito al Tagliamento (Itálie)
- 1989 – Gműnd (Rakousko)
- 2003 – Norimberk (Německo)

#### kolektivní
- 1964 – Paříž (Francie)
- 1968 – Bělehrad (Jugoslávie)
- 1981 – St. Niklas (Belgie)
- 1992 – Sapporo (Japonsko)
- 1994 – Milano (Itálie)
- 1995 – Brighton

### v České republice

#### samostatné
- 1985 – Železnice v díle Jiřího Boudy, Kulturní středisko, Vranovice (Brno-venkov) (30.8. – 15.9. 1985)
- 1989 – Jiří Bouda: 555 Ex libris, k 55. narozeninám Jiřího Boudy, Jihomoravské muzeum, Znojmo (13.4. – 5.5.1989)
- 1993 – Jiří Bouda: Grafika, Vlastivědné muzeum a galerie v Hlinsku, Hlinsko (4.6. – 31.8. 1993)
- 2009 – Jiří Bouda: Na cestách, Galerie Hollar, Praha (8.4. – 3.5. 2009)
- 2013 – Praha Jiřího Boudy / Po vodě, po souši a po kolejích, Muzeum hlavního města Prahy (4. 12. 2013 – 18. 5. 2014)[3]

#### kolektivní
- 1989 – Současná česká grafika, výstavní síň Mánes, Praha (2.2. – 26.3. 1989)
- 1995 – Karel Svolinský a jeho žáci, Galerie Hollar, Praha (15.11. – 10.12. 1995)
- 2004 – Jana a Jiří Boudovi: Grafika z cest, Galerie Hollar, Praha (1.9. – 26.9. 2004)

## Ocenění
- 1968, Zlatno pero Beograda, čestné uznání
- 1987, Nejlepší kreslený kalendář roku, cena v soutěži
- 1992, VII. Trienále exlibris Chrudim, cena
- 2018, na jeho počest byla vydána česká poštovní známka.[4]